# Vườn quốc gia Fuji-Hakone-Izu
Vườn quốc gia Fuji-Hakone-Izu (富士箱根伊豆国立公園 Fuji-Hakone-Izu Kokuritsu Kōen) là một vườn quốc gia ở các tỉnh Yamanashi, Shizuoka, Kanagawa, và miền Tây vùng đô thị Tokyo, Nhật Bản. Vườn quốc gia này bao gồm núi Phú Sĩ, Phú Sĩ Ngũ Hồ, Hakone, Bán đảo Izu và quần đảo Izu. Các thành phố gần đó là Odawara, Fuji, và Numazu. Vườn quốc gia Fuji-Hakone-Izu có diện tích 1.227 kilômét vuông (474 dặm vuông Anh).
Vườn quốc gia không phải là một nơi cụ thể mà nó chỉ là một tập hợp các điểm du lịch phân tán rải rác trong khu vực. Điểm xa nhất về phía nam là các đảo của Hachijo-jima, cách núi Phú Sĩ tới vài trăm km. Vườn quốc gia bao gồm một loạt các tính năng địa lý, bao gồm cả các dòng suối nước nóng tự nhiên, bờ biển, khu vực miền núi, hồ, và hơn 1000 hòn đảo núi lửa. Thảm thực vật tại đây từ thực vật núi cao đến cận nhiệt đới tại quần đảo Izu.
Vườn quốc gia Fuji-Hakone-Izu được thành lập ngày 2 tháng 2 năm 1936 với tên ban đầu là vườn quốc gia Fuji-Hakone. Đây là một trong bốn vườn quốc gia đầu tiên được thành lập tại Nhật Bản. Năm 1950, quần đảo Izu đã được thêm vào vườn quốc gia, và tên của nó thay đổi như hiện tại. Do gần với các thành phố, đặc biệt là thủ đô Tokyo nên việc tham quan tại đây là rất dễ dàng. Chính vì vậy, nó là vườn quốc gia được viếng thăm nhiều nhất tại toàn quốc Nhật Bản.

## Điểm ưa thích

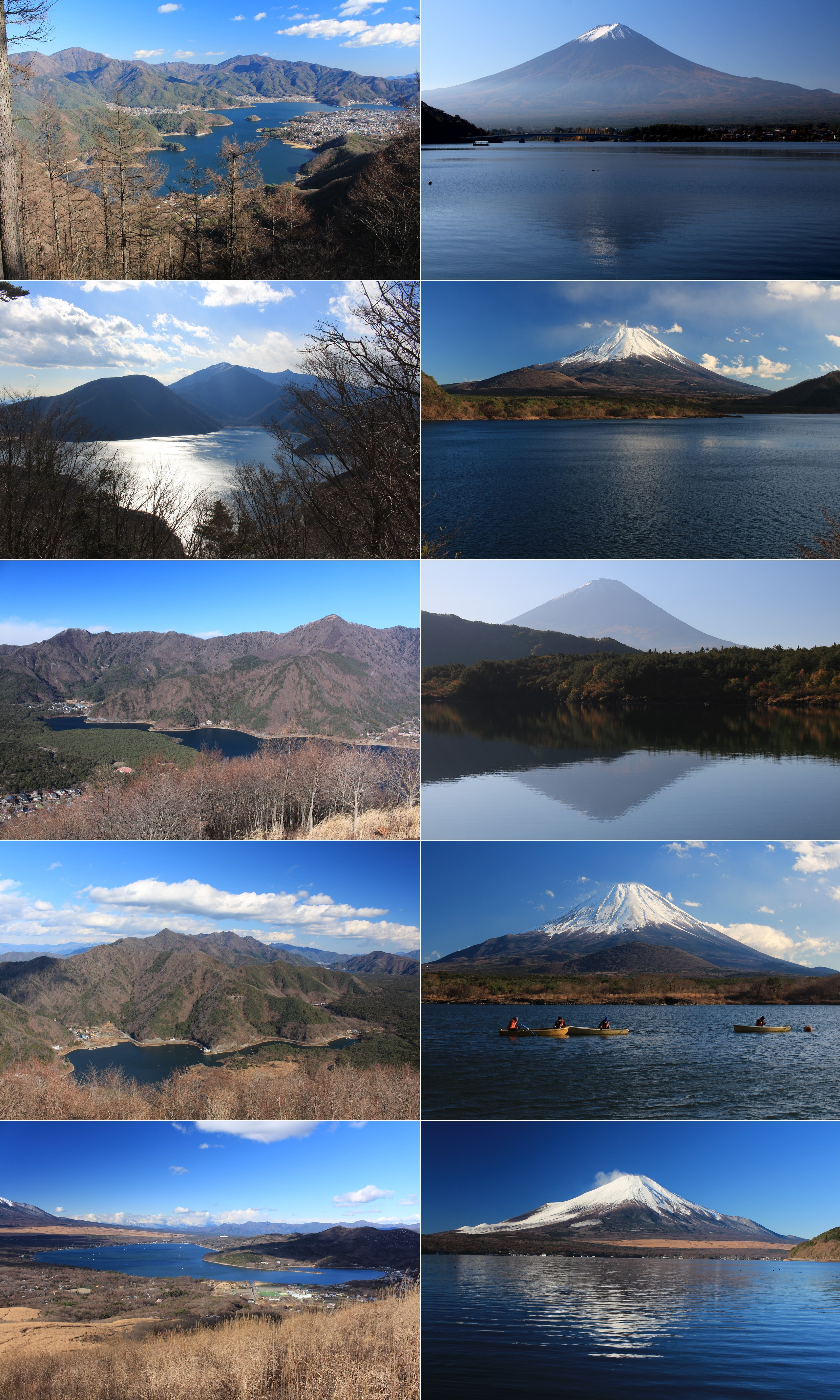
Núi Fuji và Phú Sĩ Ngũ Hồ
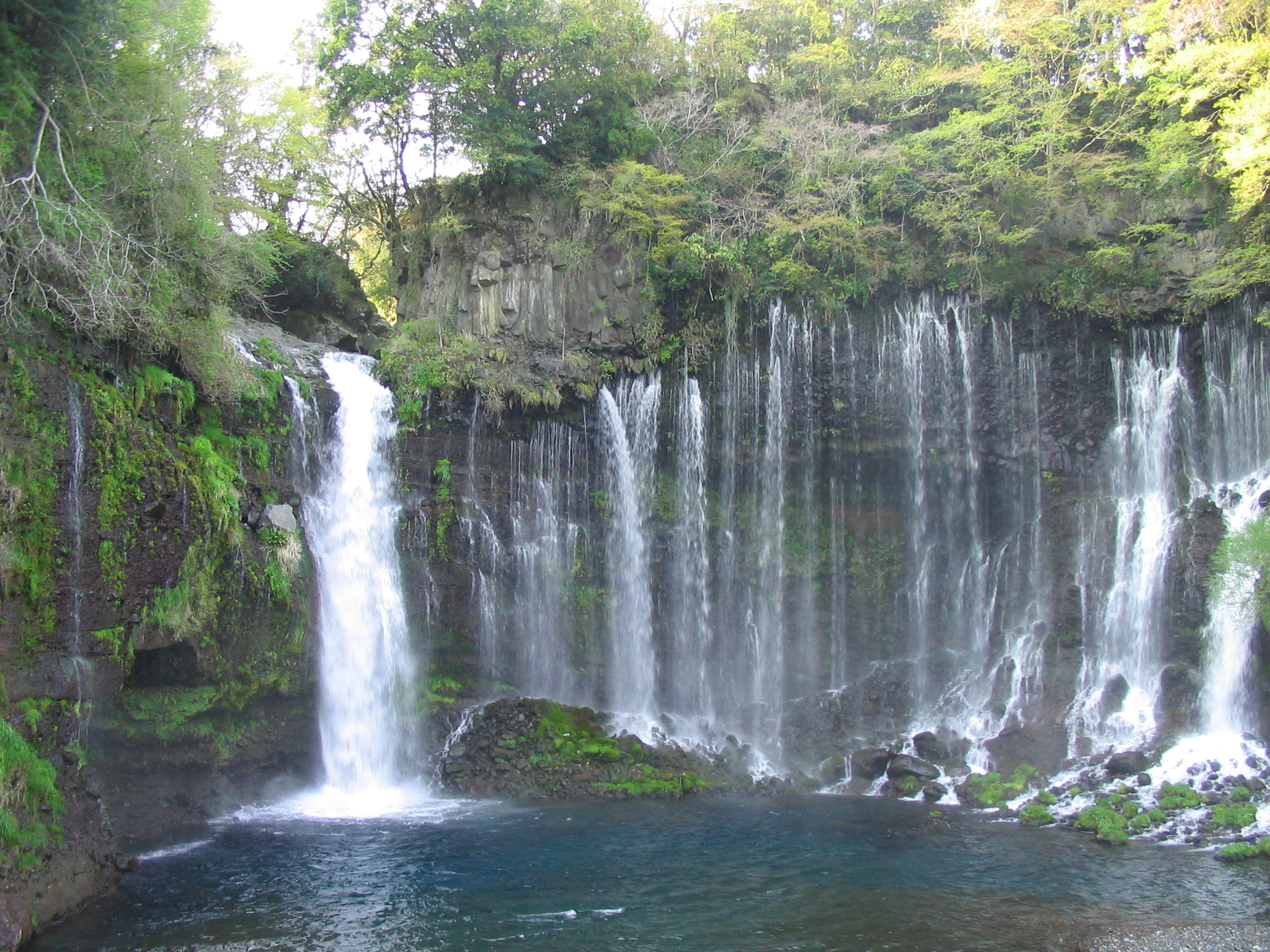
Thác nước Shiraito
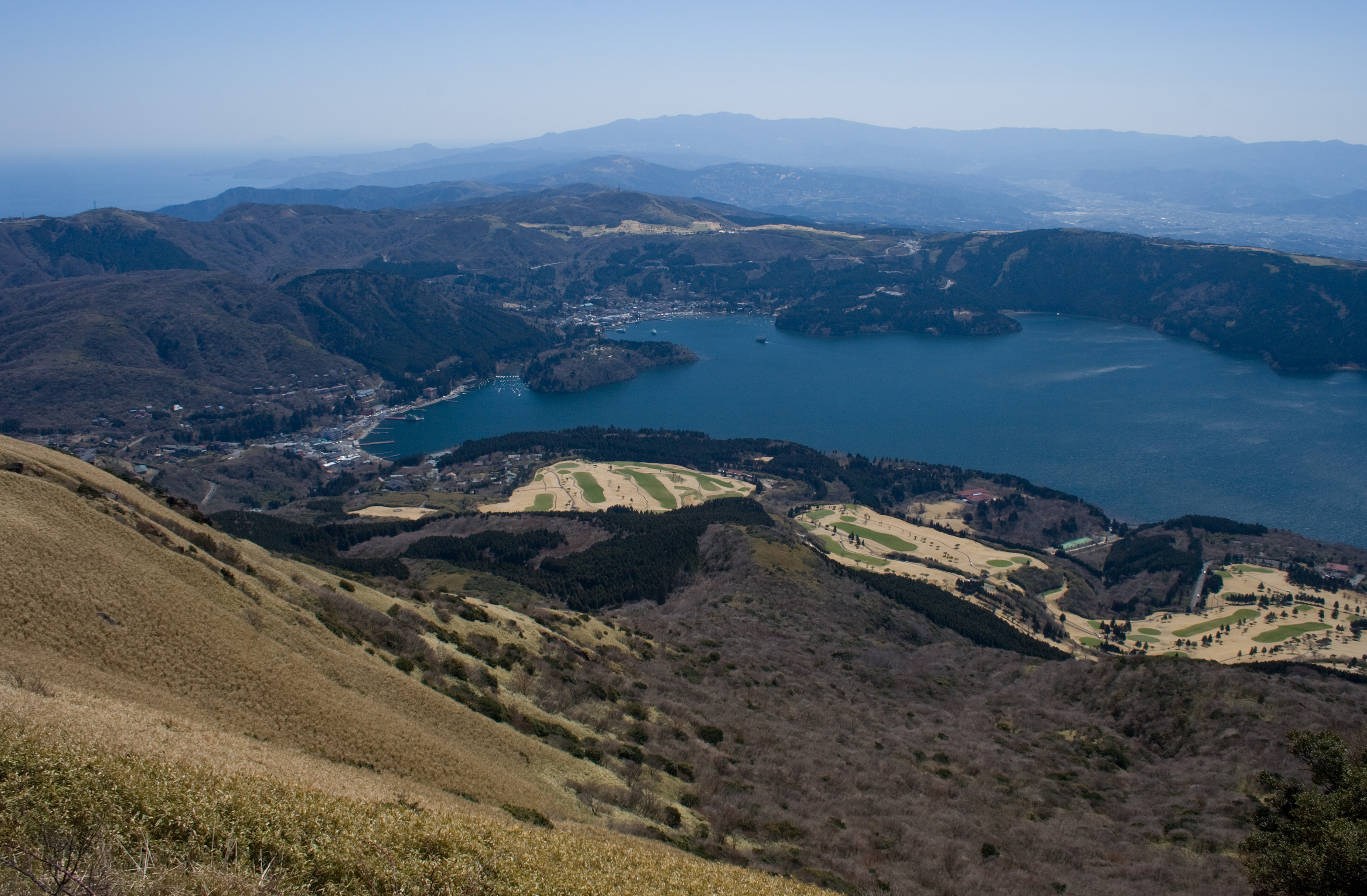
Hồ Ashi-no-ko
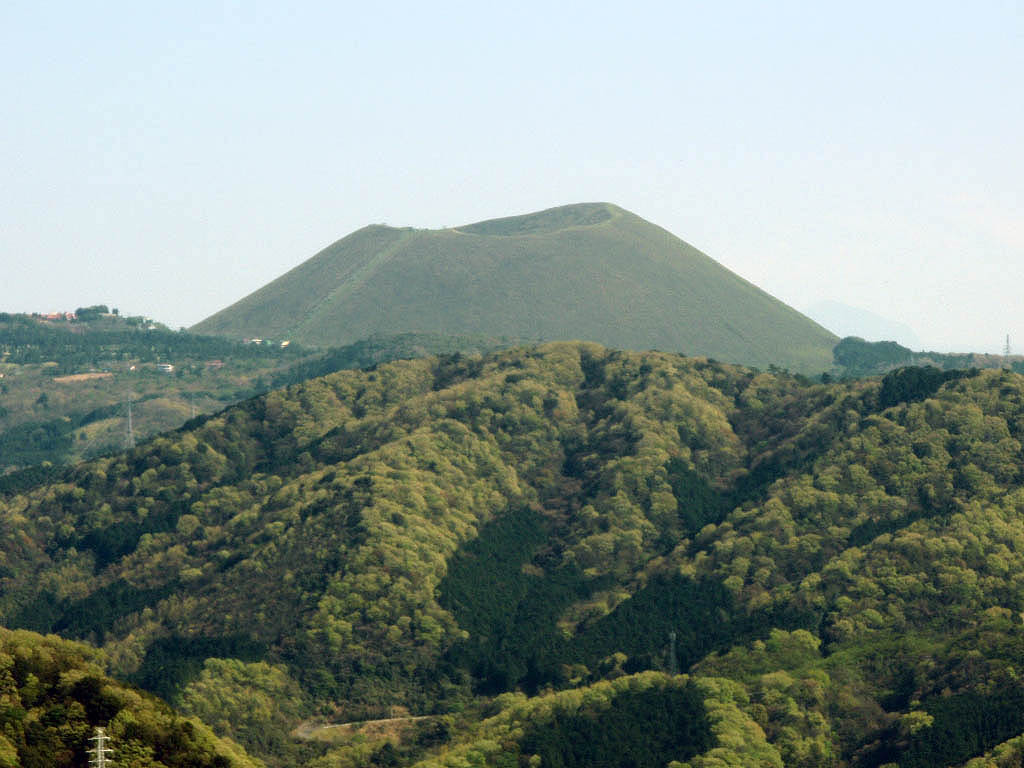
Núi Ōmuro
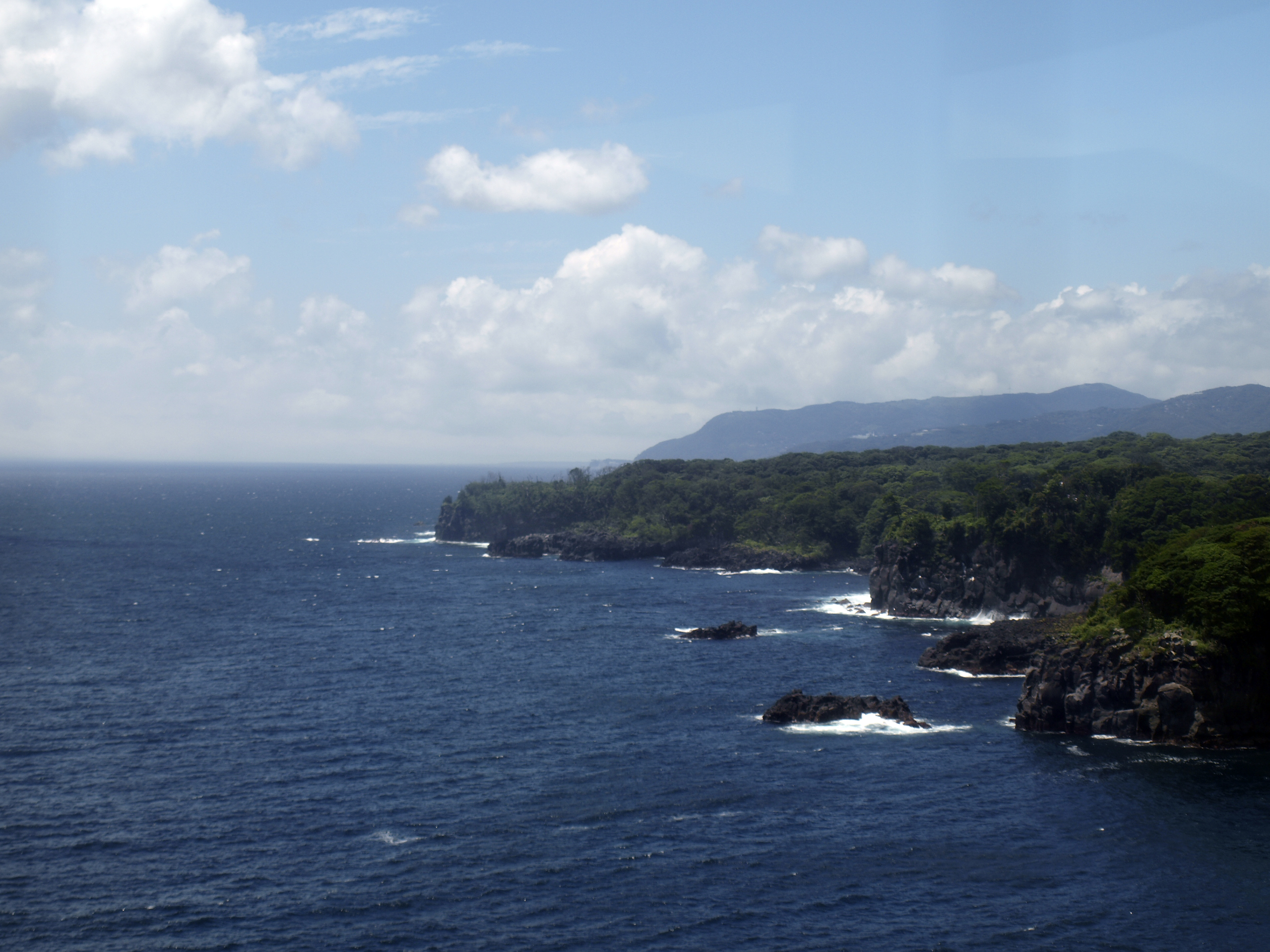
Bờ biển Jogasaki
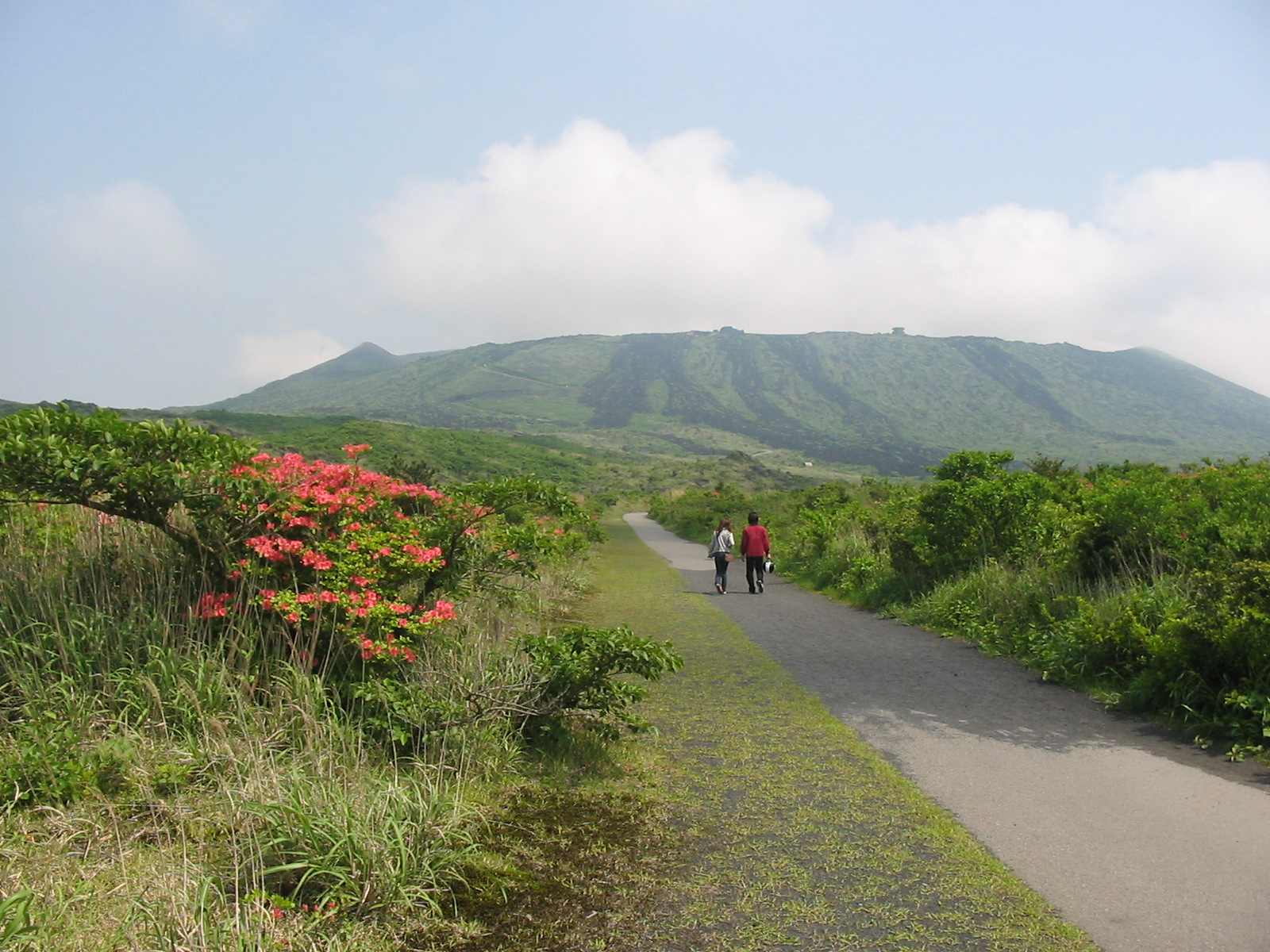
Izu Ōshima
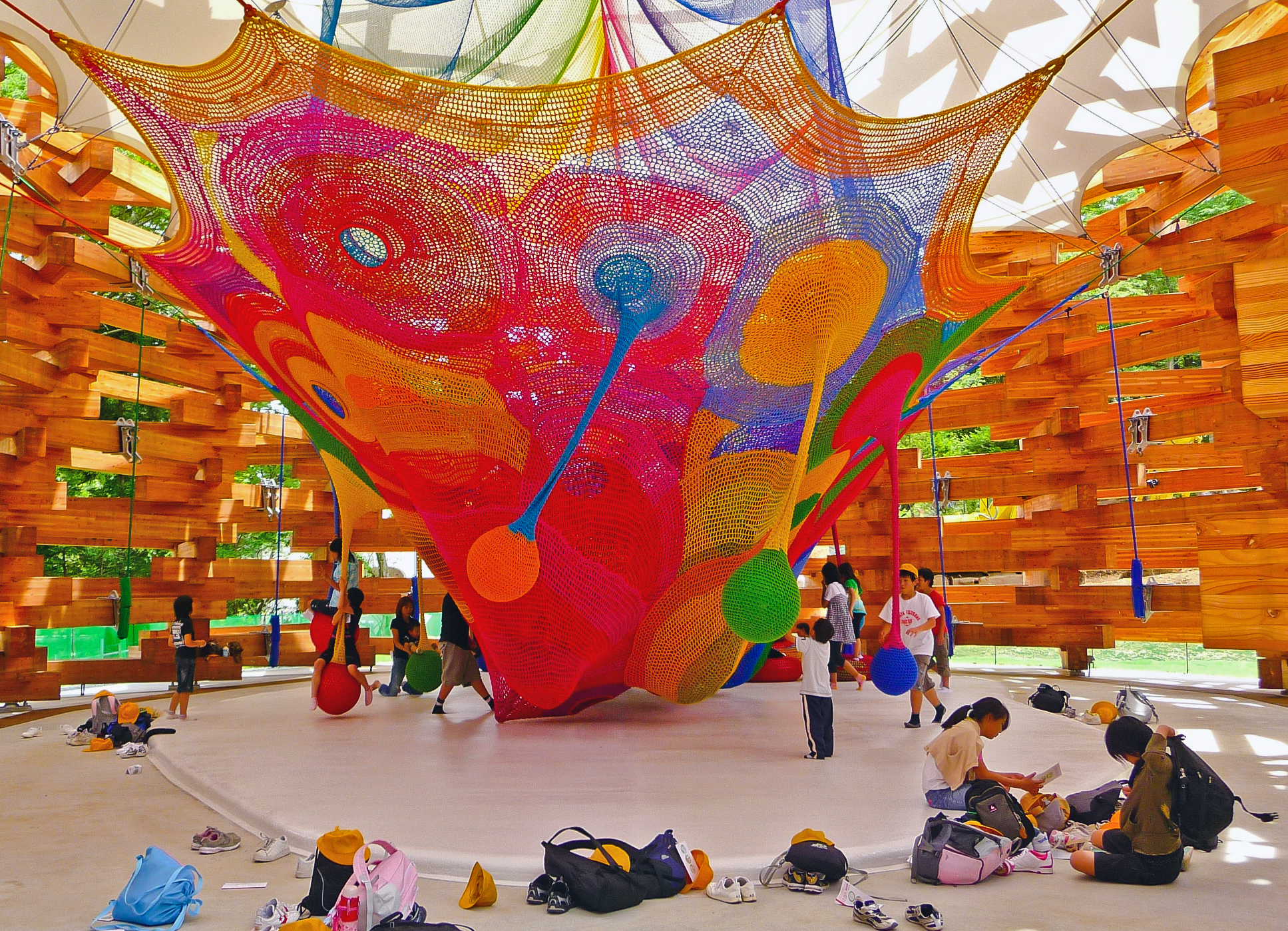
Sân chơi trên bãi đỗ xe

Vườn quốc gia Fuji-Hakone-Izu được chia thành 4 khu vực chung là:
1. Vùng núi Fuji
- Núi Fuji
- Thác nước Shiraito
- Phú Sĩ Ngũ Hồ
- Aokigahara
- Hồ Tanuki

2. Vùng Hakone
- Đường Tokaido cũ
- Vườn bách thảo ngập nước Hakone
- Hồ Ashi-no-ko (Hồ Ashi)[4]
- Thung lũng Great Boiling

3. Bán đảo Izu
- Núi Amagi
- Suối nước nóng Atami
- Vườn cá sấu và nhiệt đới Atagawa
- Bờ biển Jogasaki

4. Quần đảo Izu
- Izu Ōshima
- To-shima
- Nii-jima
- Shikine-jima
- Kōzu-shima
- Miyake-jima
- Mikura-jima
- Hachijō-jima

Quần đảo Izu cũng là một điểm đến phổ biến cho lặn biển.